# Gleby brunatne wyługowane
Gleby brunatne wyługowane (Endoeutric Cambisols) – gleby brunatne, które powstały w procesie ługowania. Ich wartość pH jest zależna od tego, z jakiego typu gleb brunatnych powstały. W przypadku, gdy wykształciły się one z gleb brunatnych właściwych, pH dla poziomu akumulacyjnego wynosi 5,7—6,2 (kwasowość czynna) i 4,9—5,5 (kwasowość wymienna), a w przypadku gleb brunatnych kwaśnych 4,1—4,2 i 3,1—3,4 (kwasowość wymienna).